# Ain Beida (Marocco)
Ain Beida  (in arabo عين البيضاء‎?) è un centro abitato e comune rurale del Marocco situato nella provincia di Ouezzane, regione di Tangeri-Tetouan-Al Hoceima. Conta una popolazione di 11 978 abitanti (censimento 2014).